# 288
288 (CCLXXXVIII na numeração romana) foi um ano bissexto do século IV do Calendário Juliano, da Era de Cristo, teve início a um domingo  e terminou a uma segunda-feira, as suas letras dominicais foram A e G (52 semanas)
| Ano completo                       |
| ---------------------------------- |
| Ano bissexto com início ao domingo |

## Acontecimentos
- Maximiano torna-se Cônsul romano.
- Nova organização administrativa da Hispânia, sob Diocleciano. Divisão em cinco províncias: Tarraconense, Cartaginense, Bética, Lusitânia e Galécia, que perdurá até à perda da Península Ibérica por Roma.

## Mortes
Morte de São Sebastião